# كرونة الروز (عملة)
كرونة الروز أو تاج الوردة هو عملة ذهبية نادرة للغاية من مملكة إنجلترا طرحت في عام 1526 في عهد هنري الثامن في محاولة للتنافس مع العملة الفرنسية écu au soil. حيث لم تكن العملة ناجحة وبعد بضعة أشهر فقط استبدلت بتاج الوردة المزدوجة.

## كرونة الورد
قُدّرت قيمة عملة تاج الوردة بأربعة شلنات وستة بنسات (4 شلنات و 6 بنسات) ووزنها 3.5 غرام ومحتوية على 23 قيراطًا من الذهب. ولم تُسك إلا لبضعة أشهر. بسبب تداولها القصير جدًا لا يوجد حاليًا سوى ثلاث عينات معروفة.
تم اكتشاف تاج الوردة رقم 1 في عام 1907 أو قبله بقليل وهو موجود في متحف الجمعية الأمريكية لعلم العملات في نيويورك. المنشأ - ج. ساندفورد سالتوس؛ رئيس كل من نادي نيويورك للعملات وجمعية العملات البريطانية.
تاج الوردة رقم 2 موجود في المتحف البريطاني. ويقال أنهم قامو بالحصول عليها في عام 1920. حفرت هذه العملة المعدنية سابقًا لاستخدامها كميدالية قلادة.
أبلغ عن شراء تاج الوردة رقم 3 وهو نفس النوع المذكور أعلاه بواسطة شركة سبينك في لندن في عام 1961 مقابل 4000 جنيه إسترليني "من رجل في نورثمبرلاند كان لديه مجموعة من العملات الفضية والذهبية، ولم يكن يعتقد أن هناك الكثير من القيمة فيها". لا شك أن مثال سبينك هو الذي يظهر في كتالوجهم (#2272)، ويبدو أنه الأفضل من بين الثلاثة - فهو مصنوع بشكل رائع وبه القليل جدًا من التآكل.
وجه العملة
يصور درعًا متوجًا يحمل شعارات إنجلترا وفرنسا. النقش: HENRIC 8 DEI GRA REX AGL Z FRAC وتعني "هنري الثامن بفضل الله ملك إنجلترا وفرنسا".
ظهر العملة
يصور وردة كبيرة مع حرفين متوجين "h" وأسدين. النقش نوعين: HENRIC RUTILANS ROSA SINE SPINA وتعني "هنري وردة مبهرة بدون شوك" و DNS HIB RUTILANS ROSA SINE SPINA وتعني " سيد أيرلندا وردة مبهرة بدون شوك".

## كرونة الوردة المزدوجة

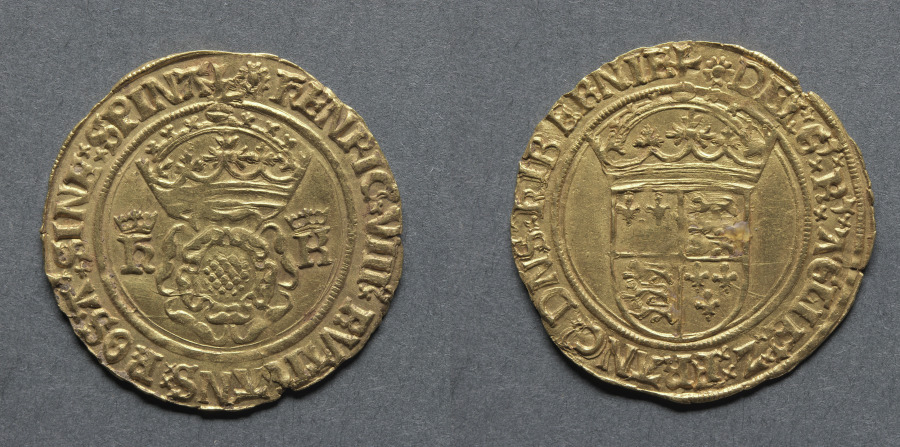
تاج الوردة المزدوجة (H لهنري الثامن وK لكاثرين أراغون) يعود تاريخه إلى الفترة من 1526 إلى 1533

قيم تاج الوردة المزدوجة بـ 5 شلنات (5s) ووزنه 57.5 حبة (3.73 جرام) وقطره 26 مم ولكن بنسبة ذهب أقل بلغت 22 قيراطًا. كانت هذه أول مرة يُسك فيها ذهب بوزن أقل من معيار 23 قيراطًا. لاقت هذه العملة رواجًا أكبر من سابقتها وظلت تُسك حتى وفاة هنري عام 1547 مع أنها استمرت في السك حتى عام 1551 في عهد إدوارد السادس كعملة "بعد وفاته".
وجه العملة
يصور درعًا متوجًا يحمل شعارات إنجلترا وفرنسا وأحرف فارغة أو متوجة "hK" (بالنسبة لهنري وكاثرين في إشارة إلى كاثرين أراغون أو ربما على عملات لاحقة كاثرين هوارد) "hA" (بالنسبة لآن بولين) "hI" (بالنسبة لجين سيمور) أو "hR" (هنري ريكس). النقش: DEI GR ANGLIE FRANC DNS HIBERNIE وتعني "بفضل الله ملك إنجلترا [و] فرنسا سيد أيرلندا.
ظهر العملة
تصور وردة متوجة كبيرة مع الأحرف المتوجة "hK" أو "hA" أو "hI" أو "hR" كما هو الحال على الوجه، ولكن ليس بالضرورة نفس الشيء. النقش: هنري الثامن RUTILANS ROSA SINE SPINA وتعني "هنري الثامن وردة مبهرة بدون شوك".

## نصف كرونة
كان هناك أيضًا نصف تاج ضرب استنادًا إلى تصميم تاج الوردة المزدوجة. وقد قيم بشلنين وستة بنسات (2 شلن/6 بنسات) ووزنه 1.85 جرام وقطره 20 مم. سك في نفس الفترة التي سك فيها تاج الوردة المزدوجة.
وجه العملة
تصوير مماثل لتاج الوردة المزدوجة مع حروف غير متوجة. النقش: HENRIC 8 DG AGL FR Z HIB REX وتعني "هنري الثامن بفضل الله ملك إنجلترا وفرنسا وأيرلندا".
ظهر العملة
تصوير مماثل لتاج الوردة المزدوجة مع حروف غير متوجة. النقش: RUTILANS ROSA SINE SPINA وتعني "وردة مبهرة بدون شوك".